# Schenk mir dein Herz
Schenk mir dein Herz ist eine deutsche Tragikomödie (Spielfilm) von Nicole Weegmann mit Peter Lohmeyer, Paul Kuhn und Mina Tander aus dem Jahr 2010.
Er startete am 5. Mai 2011 bundesweit in den Kinos, war am 16. Juni 2011 Eröffnungsfilm des Festivals des deutschen Films und wurde später mehrfach im deutschen Fernsehen ausgestrahlt.

## Handlung
Alexander ist 48, Schlagerstar und ziemlich arrogant geworden. Nach einem Herzinfarkt verliert er zu einem großen Teil die Erinnerungen der letzten 10 Jahre. Im Musiksaal der Reha-Klinik trifft Alexander auf Heinrich, einen alten Jazz-Pianisten, der nach einem Schlaganfall seine restliche Zeit genießen will. Heinrich nimmt den zunehmend verunsicherten Alex unter seine Fittiche und möchte bald darauf mit alten Freunden seinen früheren Club „Blue Note“ vor der Schließung retten: Durch einen Auftritt mit Alex. Mit Charme und Ausdauer gewinnt er Alex’ Vertrauen, der nur noch seinen langjährigen Manager Silvio und seine Ex-Frau Edda erkennt, nicht aber seine jüngere Frau Maria, für die er Edda und Sohn Jan einst verließ.
Heinrich hilft Alex bei den Tücken des Reha-Alltags, nach einem Autounfall auf dem Weg zur Probe im „Blue-Note“ und vor allem bei den Verstrickungen im Privatleben, die sich ergeben, nachdem Alex immer wieder unerwünscht bei seiner alten Familie aufkreuzt: Jan ist tief enttäuscht von seinem Vater, Edda möchte sich dafür rächen, dass sie bei der Scheidung ausgetrickst wurde, und Maria, die schon damit kämpfen musste, von Alex anfangs nicht erkannt zu werden, verlässt ihn schließlich aus Eifersucht.
Auch Manager Silvio reagiert pikiert. Er befürchtet, ausgebootet zu werden, als er durch Maria vom neuen Band-Projekt erfährt, kann aber durch Alex bald wieder beruhigt werden.
Am Ende fällt Heinrich nach einem neuen schweren Schlaganfall ins Koma und scheint sich nicht mehr zu erholen. Alex, mehr und mehr von früherer Überheblichkeit und auch von den Gedächtnisproblemen genesen, ordnet schließlich sein Privatleben und setzt aus Dankbarkeit für Heinrich, gegen den ums Image besorgten Silvio, das Konzert im „Blue Note“ durch. Es wird live im Radio übertragen und von Schwester Laura Heinrich am Krankenbett vorgespielt. Dieser erwacht durch die Musik doch noch einmal, raucht zufrieden mit Laura eine Zigarette und verabschiedet sich im Schlussbild von den Zuschauern augenzwinkernd.

## Kritiken
„Trotz eindringlicher Momente wie diesem bleibt ‚Schenk mir dein Herz‘ ein Filmchen, nett zusammengeklaubt. Dass er dennoch die üblichen lauen Hommagen für altverdiente Stars überragt, liegt an der durchweg guten Besetzung – vor allem aber an Paul Kuhn und drei greisen Mitspielern: ‚Mann, du siehst richtig scheiße aus‘, begrüßt ihn einer von ihnen, als die Alten sich zur ersten Probe treffen, um dem siechen Jazzklub ‚Blue Note‘ mit einem Konzert Auftrieb zu geben. Fünfzig Jahre Vertrauen, Zuneigung und Fürsorge klingen in dem rüden Satz mit und nach. Damit trägt Paul Kuhn den Film.“

„Dieser Film besticht durch seine Leichtigkeit, seine Präzision, seine grandiose Ausstattung und seine Liebe zu den Figuren. Traurig und wehmütig auf der einen Seite, humorvoll, ironisch auf der anderen, findet er eine ungewöhnlich feine Balance, die den Zuschauer charmant einfängt.“

„Herzerwärmende Dramödie um einen Schlagerstar, der nach Gedächtnisverlust eine zweite Chance erhält und einer Jazz-Band beitritt.“

## Auszeichnungen
- 2010: Produzentenpreis beim Filmfest Hamburg
- 2011: Eröffnungsfilm beim Festival des deutschen Films